# دارواش سوزنی‌برگ
دارواش سوزنی‌برگ (نام علمی: Arceuthobium oxycedri)، (به انگلیسی: juniper dwarf mistleto)، گونه‌ای از دارواش در خانواده صندلیان است که در ایران، نواحی مدیترانه‌ای، اروپا، شمال آفریقا، غرب آسیا، ماورای قفقاز و پاکستان می‌روید. این درختچه به صورت انگل بر روی اعضای خانواده ارس به ویژه پیرو می‌روید.
این درخت در ایران در گرگان (در رادکان بر روی مای‌مرز، تنک اولنگ)، سمنان (پنجاه کیلومتری شهمیرزاد بطرف فولادمحله) و تهران (گردنه بشم بین سمنان و فیروزکوه) می‌روید.
درختچه‌ای با شاخه‌های دوشاخه‌ای کوتاه نیمه‌انگل به رنگ سبز-زرد است که ارتفاع آن تا ۲۰ سانتی‌متر نیز می‌رسد و میان‌گره‌هایی به طول تا ۸ میلی‌متر دارد. برگهای آن متقابل و به طول تا ۲ میلی‌متر، پیوسته، تخم‌مرغی و نوک‌تیز است. گل‌های آن منفرد یا در دسته‌های ۲ تا ۴ تایی است و تقریباً دُم‌گل ندارد.